# Вязовка (Кармаскалинский район)
Вязовка (баш. Вязовка) — деревня в Кармаскалинском районе Республики Башкортостан Российской Федерации. Входит в состав  Подлубовского сельсовета. 

## География

### Географическое положение
Расстояние до:
- районного центра (Кармаскалы): 32 км,
- центра сельсовета (Подлубово): 5 км,
- ближайшей ж/д станции (Уршак): 15 км.

## Население
| 2002 | 2009 | 2010 |
| ---- | ---- | ---- |
| 82   | ↘48  | ↗53  |

Национальный состав
Согласно переписи 2002 года, преобладающая национальность — русские (70 %).